# InsideOut Music
InsideOut – niezależna wytwórnia muzyczna, specjalizująca się w rocku progresywnym i metalu progresywnym. Główna siedziba firmy znajduje się w Niemczech, ale firma działa również prężnie w USA.
Powiązani artyści: Asia, Ayreon, Beardfish, Derek Sherinian, Devin Townsend, Charlie Dominici, Enchant, Evergrey, Fates Warning, Frost*, GPS, IQ, James LaBrie, Jelly Jam, The, Jerry Gaskill, Jughead, Kaipa, Kevin Moore, King’s X, Kino, Mastermind, Neal Morse, OSI, Paatos, Pain of Salvation, Pallas, Planet X, Poverty's No Crime, Pure Reason Revolution, Redemption, Riverside, Ray Wilson, Ryo Okumoto, Saga, Shadow Gallery, Slavior, Spock’s Beard, Star One, Stream of Passion, Steve Hackett, Steve Howe, Symphony X, The Flower Kings, The Tangent, Thought Chamber, Tiles, Transatlantic, Trey Gunn, Ty Tabor oraz Vanden Plas.